# Sulejman Krpić
Sulejman Krpić (Brčko, 1º marzo 1991) è un calciatore bosniaco, attaccante del Željezničar.

## Carriera

### Club
Nato a Brčko, città bosniaca oggi situata sul confine con la Croazia, Krpić si è messo in mostra nelle giovanili dell'HNK Orašje, di cui è stato miglior marcatore e con cui ha segnato anche in una finale della coppa bosniaca giovanile vinta in quell'occasione contro il Bosna.
Nel 2008 si è unito al settore giovanile della principale squadra della capitale croata, la Dinamo Zagabria. Nell'aprile del 2009, al compimento della maggiore età, con la Dinamo ha firmato un contratto di 10 anni, rimanendovi però per due stagioni, trascorse tra squadra giovanile e squadra riserve.
Nel 2010 si è trasferito in Austria al LASK Linz, con cui ha avuto modo di giocare con la seconda squadra nella terza serie nazionale.
L'estate 2011 lo ha visto tornare in Bosnia-Erzegovina: dopo una mezza stagione con l'HNK Orašje, nella pausa invernale ha firmato un contratto di un anno con l'FK Sarajevo. Scaduto il contratto, è approdato nella seconda serie serba con l'ingaggio da parte del Metalac Gornji Milanovac.
Nella seconda parte della stagione 2013-2014 è passato allo Sloboda Tuzla nella seconda serie bosniaca sotto la guida di Miroslav Blažević, l'allenatore che portò la Croazia a conquistare la medaglia di bronzo ai Mondiali di Francia '98. A fine campionato la squadra ha conquistato l'accesso alla massima serie nazionale. Nel giugno 2014 era stato presentato come nuovo giocatore dei croati dell'Istra 1961, ma in breve tempo ha lasciato il club senza neppure debuttare. Ritornato allo Sloboda, Krpić ha avuto modo di far parte della rosa della stagione 2015-2016, chiusa con il 2º posto in campionato e il raggiungimento della finale di coppa.
Alla pausa invernale del campionato bosniaco 2016-2017, Krpić era il capo cannoniere del torneo con 11 gol in 19 partite.
Il 3 marzo 2017 Krpić è stato presentato come nuovo attaccante degli svedesi dell'AIK, che per il suo cartellino hanno pagato 150.000 euro più bonus. Dopo essere stato schierato titolare dal tecnico Rikard Norling nelle prime quattro partite di campionato, ha giocato i minuti finali di altre due partite per poi essere lasciato tra panchina e tribuna. Le zero reti segnate e l'uscita dai piani dell'allenatore hanno portato il club svedese a cedere Krpić a titolo definitivo al suo vecchio club bosniaco, lo Sloboda Tuzla, già nella successiva finestra di mercato.
Nell'ottobre del 2017 un tribunale bosniaco avrebbe giudicato Krpić colpevole di un'aggressione risalente all'estate del 2015, e lo avrebbe condannato per questo a una pena di quattro mesi di prigione. Il pagamento di una somma in denaro tuttavia gli avrebbe permesso di evitare il carcere e di continuare ad essere normalmente a disposizione per lo Sloboda Tuzla. Con lo Sloboda Tuzla ha giocato fino al dicembre 2017, quando ha deciso di lasciare la squadra: il giocatore sosteneva di essere a fine contratto, mentre il presidente del club ribadiva di avere un accordo valido fino alla fine del 2019.
Nel gennaio del 2018 è tornato a giocare all'estero, con l'ingaggio semestrale da parte degli iraniani del Tractor Sazi, ma dopo pochi mesi è tornato in Bosnia per legarsi con un biennale ai vice campioni di Bosnia dello Željezničar. Con 16 reti segnate in 32 partite, si è laureato capocannoniere della Premijer Liga 2018-2019. Allo Željezničar ha iniziato anche la stagione successiva, realizzando 12 reti in 18 incontri di campionato.
Nel gennaio del 2020 è stato Suwon Samsung Bluewings, con cui ha partecipato alla K League 1 2020 con 2 reti in 13 presenze.
Lasciata la Corea del Sud per fine contratto, è approdato nel campionato rumeno nel gennaio del 2021 dopo esserci accordato con l'Astra Giurgiu.

### Nazionale
Tra il 2009 e il 2011 ha giocato quattro partite con la Nazionale bosniaca Under-19.
Il 18 dicembre 2021 esordisce in nazionale maggiore nell'amichevole persa 1-0 contro gli Stati Uniti.

## Palmarès

### Individuale
- Capocannoniere della Premijer Liga Bosne i Hercegovine: 2018–19 (16 gol)